# Sineudonia brunnea
Sineudonia brunnea är en fjärilsart som beskrevs av Pierre Leraut 1986. Sineudonia brunnea ingår i släktet Sineudonia och familjen mott. Inga underarter finns listade i Catalogue of Life.